# Muhlenbergia glabriflora
Muhlenbergia glabriflora là một loài thực vật có hoa trong họ Hòa thảo. Loài này được Scribn. mô tả khoa học đầu tiên năm 1907.